# Peter Wennink
Peter Wennink (1957) is een Nederlandse topfunctionaris.

## Carrière
Wennink studeerde bedrijfseconomie aan de Erasmus Universiteit en studeerde daarna voor registeraccountant.
Hij was in het verleden partner bij Deloitte en kwam in januari 1999 in dienst bij ASML als financieel directeur. Bij dit bedrijf was hij sinds 1 juli 2013 president en CEO. Hij noemde Nederland in 2024 "dik, dom en blij".
In april 2024 vertrekt hij bij ASML. Voor zijn verdiensten gedurende zijn periode als CEO is Wennink benoemd tot grootofficier in de Orde van Oranje-Nassau.

## Nevenfuncties
Peter Wennink vervult ook de volgende rollen:
- voorzitter van de raad van toezicht van de Technische Universiteit Eindhoven (TU/e);
- voorzitter van de Eindhovensche Fabrikantenkring;
- bestuurslid van de Captains of Industry regio Eindhoven;
- vicevoorzitter van het bestuur van FME-CWM;
- lid van de Raad van Commissarissen van VDL Groep;
- lid van de Circle of Influence van StartupDelta;
- lid van de topsector Hightech Systemen en Materialen (HTSM);
- lid en vicevoorzitter van de adviescommissie van het Nationaal Groeifonds;
- lid van het Nederlands Instituut van Registeraccountants (NIVRA);
- lid van de European Round Table for Industry.
- vicevoorzitter van de raad van commissarissen van Heineken NV.[6]